# ОФК Гусиње
Омладински фудбалски клуб Гусиње, црногорски је фудбалски клуб из Гусиња, који се такмичи у Трећој лиги Црне Горе — Сјевер.
Утакмице као домаћин игра на градском стадиону у Гусињама, чији је капацитет 2.000 мјеста.

## Историја
Основан је у 2022. године и почео је да се такмичи у Трећој лиги Сјевер од сезоне 2022/23. коју је завршио на седмом мјесту.

## Стадион
Утакмице као домаћин игра на градском стадиону у Гусињама, чији је капацитет 2.000 мјеста. Отворен је 1996. године као дио комплекса спортског центра, након што се Гусиње пласирало у Републичку лигу Црне Горе.

## Резултати у такмичењима у Црној Гори
| Сезона   | Степен | Лига                | Бр.екипа | Позиција  | Куп             |
| -------- | ------ | ------------------- | -------- | --------- | --------------- |
| 2022/23. | 3      | Трећа лига — Сјевер | 9        | 7. мјесто | Није учествовао |
| 2023/24. | 3      | Трећа лига — Сјевер | 9        | 6. мјесто | Није учествовао |
| 2024/25. | 3      | Трећа лига — Сјевер | 9        | 7. мјесто | Није учествовао |

## Успјеси
| Такмичење                         | Такмичење                         | Број                              | Година                            |                                   |                                   |
| Трећа лига Црне Горе — Сјевер — 0 | Трећа лига Црне Горе — Сјевер — 0 | Трећа лига Црне Горе — Сјевер — 0 | Трећа лига Црне Горе — Сјевер — 0 | Трећа лига Црне Горе — Сјевер — 0 | Трећа лига Црне Горе — Сјевер — 0 |
| --------------------------------- | --------------------------------- | --------------------------------- | --------------------------------- | --------------------------------- | --------------------------------- |
| Трећа лига                        | Првак                             | 0                                 |                                   |                                   |                                   |
| Куп регије Сјевер — 0             |                                   |                                   |                                   |                                   |                                   |
| Регионални куп                    | Побједник                         | 0                                 |                                   |                                   |                                   |
| Регионални куп                    | Финалиста                         | 0                                 |                                   |                                   |                                   |